# ماكليري
ماكليري (واشنطن) (بالإنجليزية: McCleary, Washington)‏ هي مدينة تقع في الولايات المتحدة في مقاطعة غرايز هاربور، واشنطن. يقدر عدد سكانها بـ 1,653 نسمة ومساحتها 5.36 كم2 وترتفع عن سطح البحر 84 متر.

## التركيبة السكانية
قام مكتب تعداد الولايات المتحدة بتحديد بيانات التركيبة السكانية لماكليريفي تعداد الولايات المتحدة. في ما يلي، التركيبة السكانية حسب تعدادي 2000 و2010.

### تعداد عام 2000
بلغ عدد سكان ماكليري 1,454 نسمة بحسب تعداد عام 2000، وبلغ عدد الأسر 555 أسرة وعدد العائلات 376 عائلة مقيمة في المدينة. في حين سجلت الكثافة السكانية 800.2 نسمة لكل ميل مربع (309.0/كم2). وبلغ عدد الوحدات السكنية 583 وحدة بمتوسط كثافة قدره 320.9 نسمة لكل ميل مربع (123.9/كم2).
وتوزع التركيب العرقي للمدينة بنسبة 94.36% من البيض و 0.89% من الأمريكيين الأصليين و 0.28% من الأمريكيين ذوي الأصول الآسيوية و 0.21% من الأمريكيين الأفارقة و 3.51% من عرقين مختلطين أو أكثر.
بلغ عدد الأسر 555 أسرة كانت نسبة 32.1% منها لديها أطفال تحت سن الثامنة عشر تعيش معهم، وبلغت نسبة الأزواج القاطنين مع بعضهم البعض 50.3% من أصل المجموع الكلي للأسر، ونسبة 13.7% من الأسر كان لديها معيلات من الإناث دون وجود شريك، وكانت نسبة 32.1% من غير العائلات. تألفت نسبة 27.2% من أصل جميع الأسر من أفراد ونسبة 13.2% كانوا يعيش معهم شخص وحيد يبلغ من العمر 65 عاماً فما فوق. وبلغ متوسط حجم الأسرة المعيشية 3.00، أما متوسط حجم العائلات فبلغ 2.48.
بلغ العمر الوسطي للسكان 38 عاماً. وكانت نسبة 25.0% من القاطنين تحت سن الثامنة عشر، وكانت نسبة 7.7% بين الثامنة عشر والأربعة وعشرون عاماً، ونسبة 27.0% كانت واقعةً في الفئة العمرية ما بين الخامسة والعشرون حتى والأربعة وأربعون عاماً، ونسبة 21.5% كانت ما بين الخامسة والأربعون حتى الرابعة والستون، ونسبة 18.8% كانت ضمن فئة الخامسة والستون عاماً فما فوق. يوجد لكل 100 أنثى 91.1 ذكر، ويوجد لكل 100 أنثى في الثامنة عشر من عمرها فما فوق 87.0 ذكر.
وكان متوسط دخل الذكور 33,421 دولار مقابل 25,417 دولار للإناث. وسجل دخل الفرد الخاص بالمدينة 14,249 دولار. وكانت نسبة 12.2% من العائلات ونسبة 17.8% من السكان تحت خط الفقر، وكان من هؤلاء نسبة 22.9% تحت سن الثامنة عشر ونسبة 24.5% في الخامسة والستين من العمر وما فوق.

### تعداد عام 2010
بلغ عدد سكان ماكليري 1,653 نسمة بحسب تعداد عام 2010، وبلغ عدد الأسر 699 أسرة وعدد العائلات 427 عائلة مقيمة في المدينة. في حين سجلت الكثافة السكانية 806.3 نسمة لكل ميل مربع (311.3/كم2). وبلغ عدد الوحدات السكنية 759 وحدة بمتوسط كثافة قدره 370.2 لكل ميل مربع (142.9/كم2).
وتوزع التركيب العرقي للمدينة بنسبة 93.5% من البيض و 1.0% من الأمريكيين الأصليين و 0.7% من الأمريكيين ذوي الأصول الآسيوية و 0.1% من سكان جزر المحيط الهادئ و 0.8% من الأمريكيين الأفارقة و 3.4% من عرقين مختلطين أو أكثر.
بلغ عدد الأسر 699 أسرة كانت نسبة 29.6% منها لديها أطفال تحت سن الثامنة عشر تعيش معهم، وبلغت نسبة الأزواج القاطنين مع بعضهم البعض 43.5% من أصل المجموع الكلي للأسر، ونسبة 13.2% من الأسر كان لديها معيلات من الإناث دون وجود شريك، بينما كانت نسبة 4.4% من الأسر لديها معيلون من الذكور دون وجود شريكة وكانت نسبة 38.9% من غير العائلات. تألفت نسبة 31.9% من أصل جميع الأسر من أفراد ونسبة 19.1% كانوا يعيش معهم شخص وحيد يبلغ من العمر 65 عاماً فما فوق. وبلغ متوسط حجم الأسرة المعيشية 2.95، أما متوسط حجم العائلات فبلغ 2.36.
بلغ العمر الوسطي للسكان 37.4 عاماً. وكانت نسبة 24.6% من القاطنين تحت سن الثامنة عشر، وكانت نسبة 7.7% بين الثامنة عشر والأربعة وعشرون عاماً، ونسبة 28.8% كانت واقعةً في الفئة العمرية ما بين الخامسة والعشرون حتى والأربعة وأربعون عاماً، ونسبة 21.7% كانت ما بين الخامسة والأربعون حتى الرابعة والستون، ونسبة 17.1% كانت ضمن فئة الخامسة والستون عاماً فما فوق. وتوزع التركيب الجنسي للسكان بنسبة 47.7% ذكور و52.3% إناث.